# Metaphycus natalensis
Metaphycus natalensis är en stekelart som beskrevs av Compere 1928. Metaphycus natalensis ingår i släktet Metaphycus och familjen sköldlussteklar. Inga underarter finns listade i Catalogue of Life.